# امامزاده زیدالکبیر

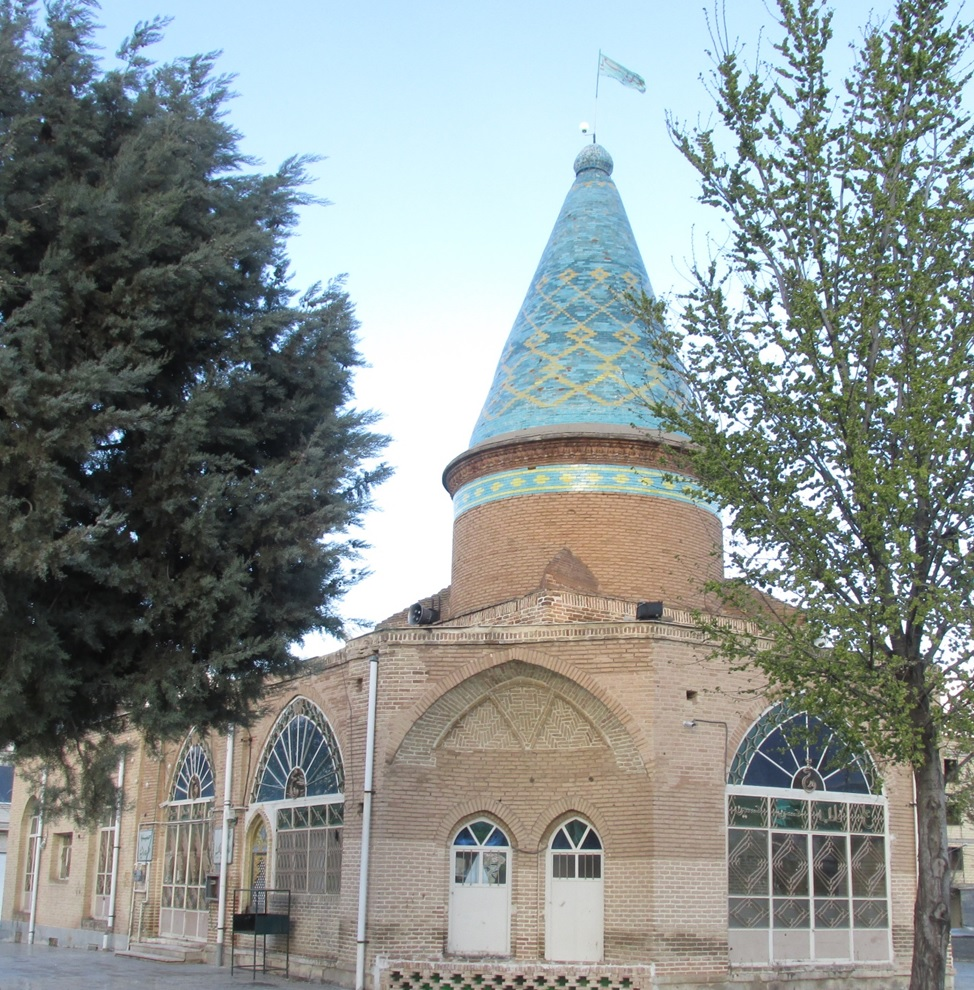
بنای امامزاده زیدالکبیر ابهر

امامزاده زیدالکبیر در منتهی الیه شرق شهرستان ابهر در استان زنجان قرار دارد، که بر اساس کتاب منتقله الطالبین نسبت شاهزاده زیدالکبیر به نخستین پیشوای شیعیان جهان باز می‌گردد.
گنبد این بنا دوپوش و از نوع رک می‌باشد که با گلویی مخروطی و بلند خود تداعی برج‌های آرامگاهی است، سبک خاصی که در سده‌های سوم و چهارم هجری قمری وارد عرصه معماری ایران گردید، از جمله ویژگی‌های این گنبد سطوح خارجی آن است که دارای پوشش کاشی فیروزه‌ای مزین به طرح‌های هندسی و کاربندی رنگی زیبای آن بر سطح گچی در نمای داخلی می‌باشد.
بدنهٔ گریو بلند، از آجرکاری زیبایی برخوردار است و در بالای آن، قطار متناسبی ایجاد شده که یک لبهٔ پیش آمده را بر روی خود حمل می‌کند و از روی آن، بدنهٔ مخروطی شکل گنبد بر پا شده‌است. بلندی دکل بنا، ۱۳ متر، ارتفاع گنبد، و قطر ساقهٔ آن ۵ متری است. گنبد بنا از نوع دو پوسته بوده که پوستهٔ داخلی آن در ارتفاع ۵ متری از سطح بقعه قرار دارد.

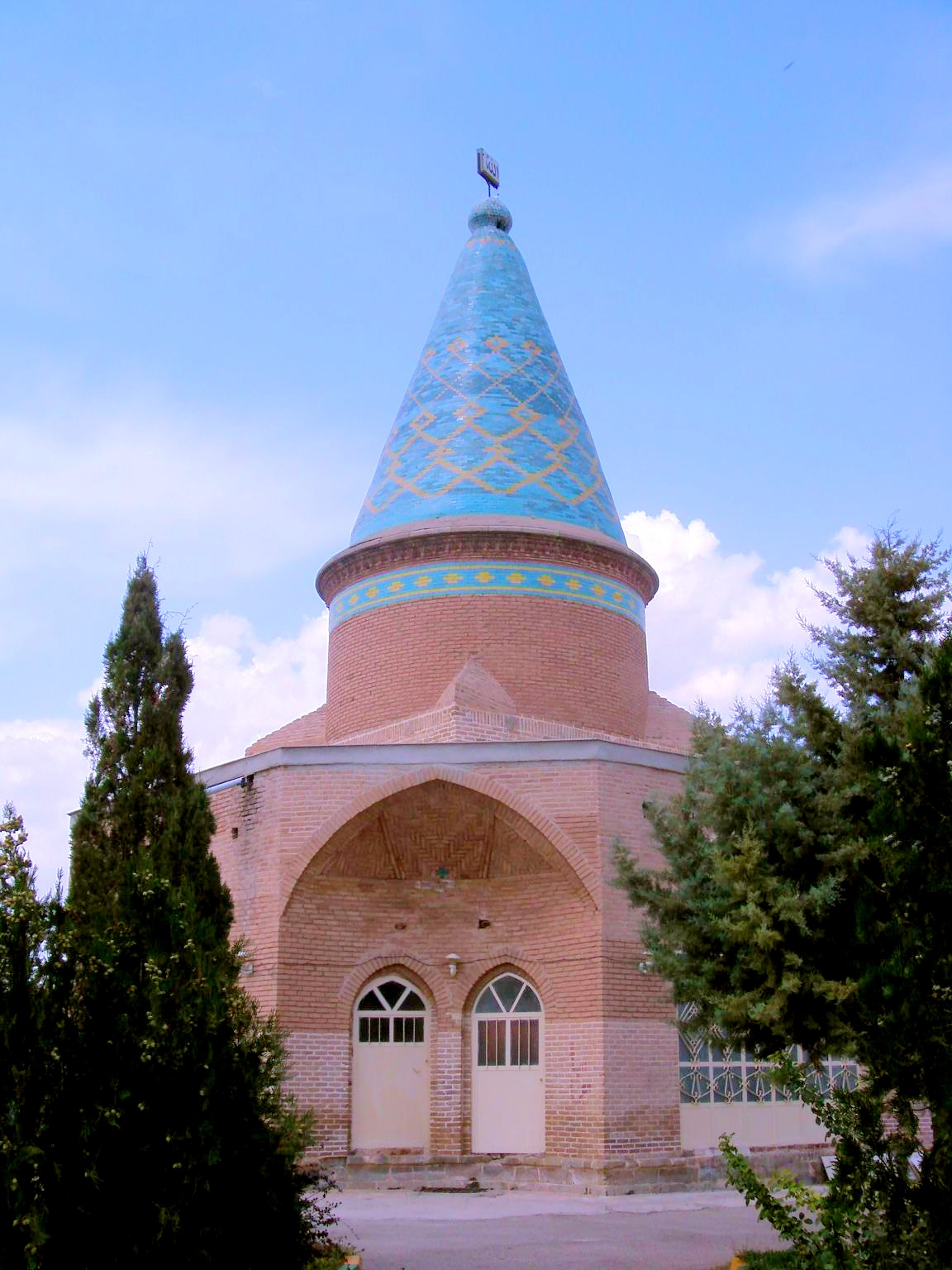
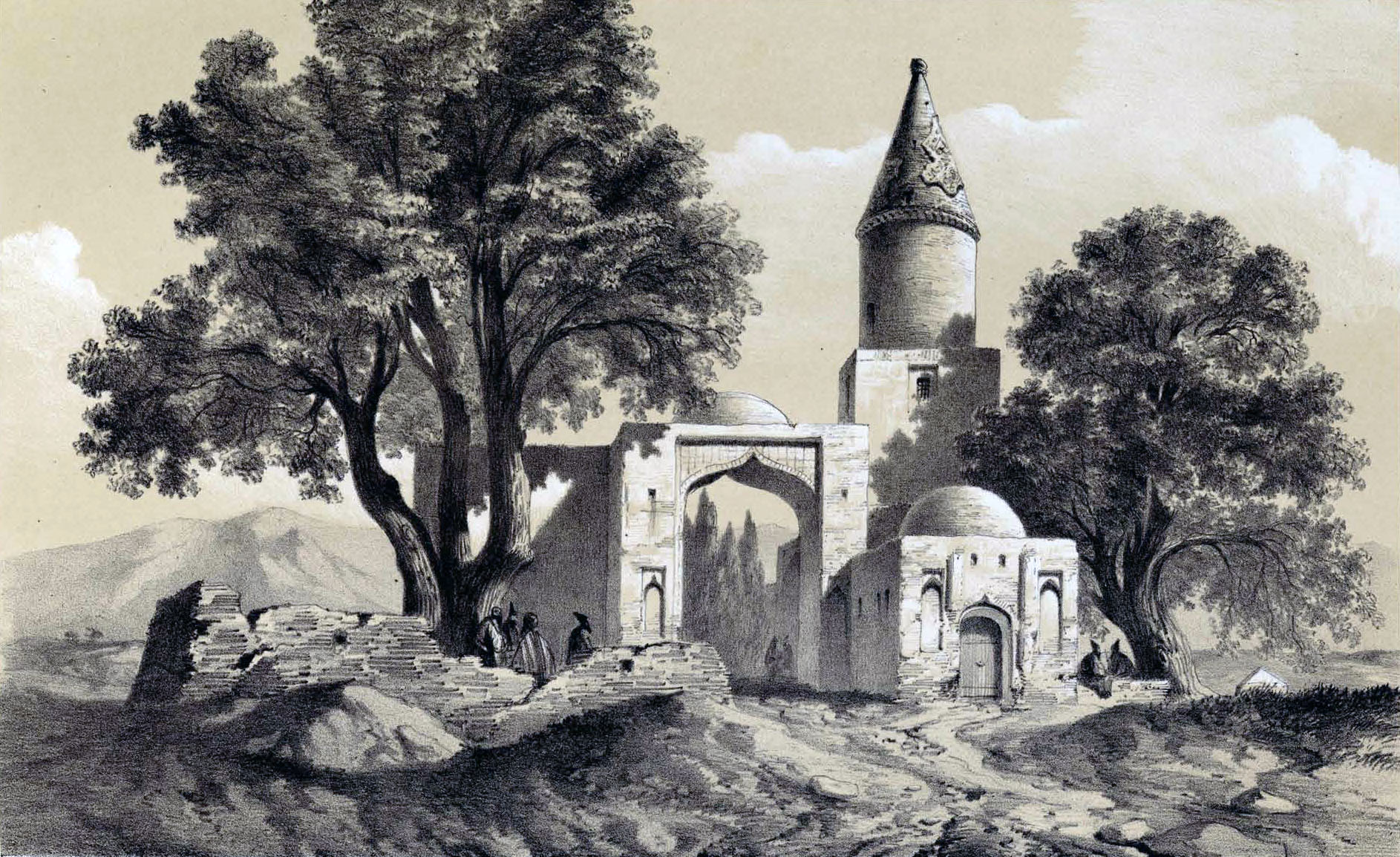
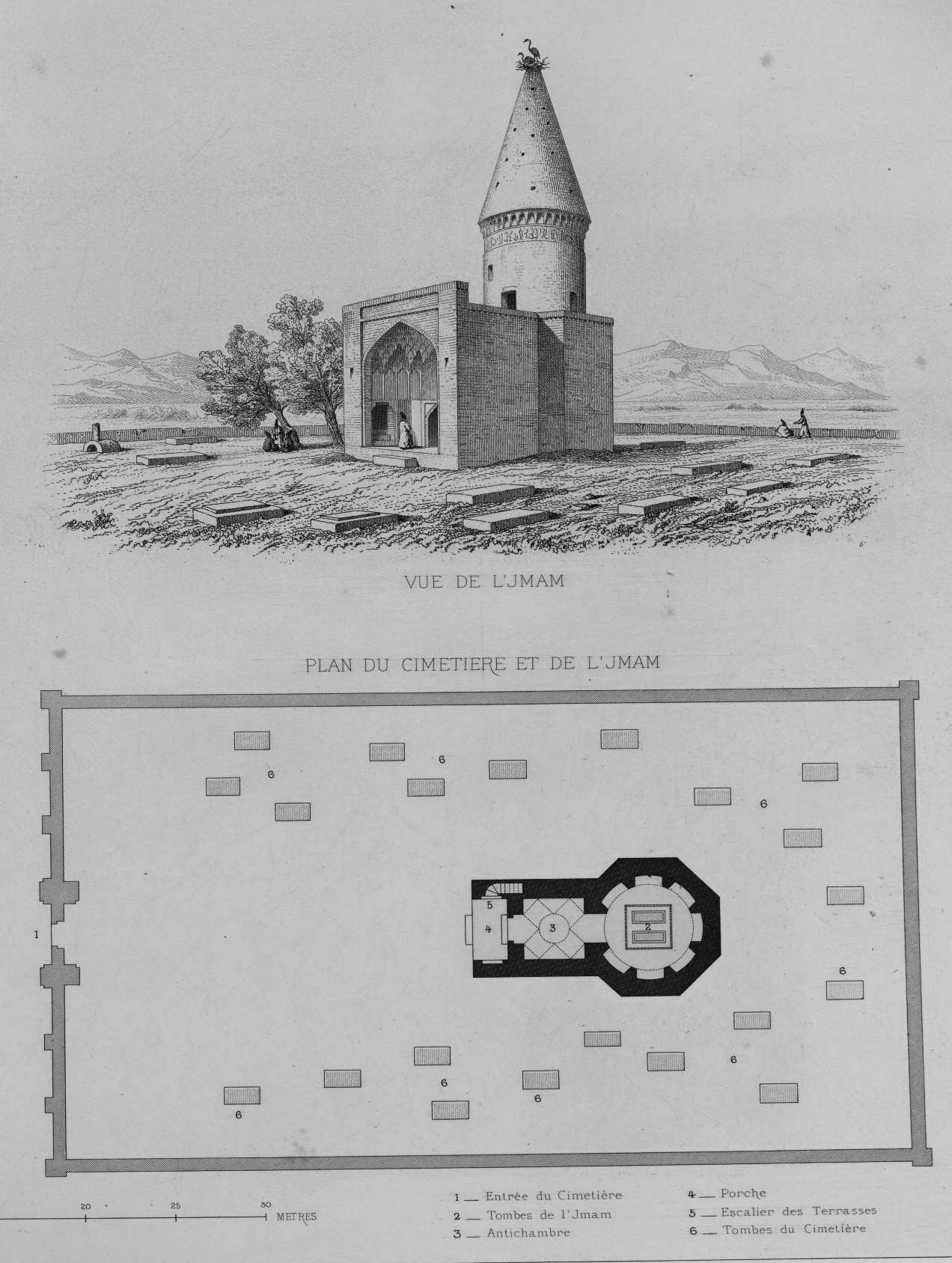
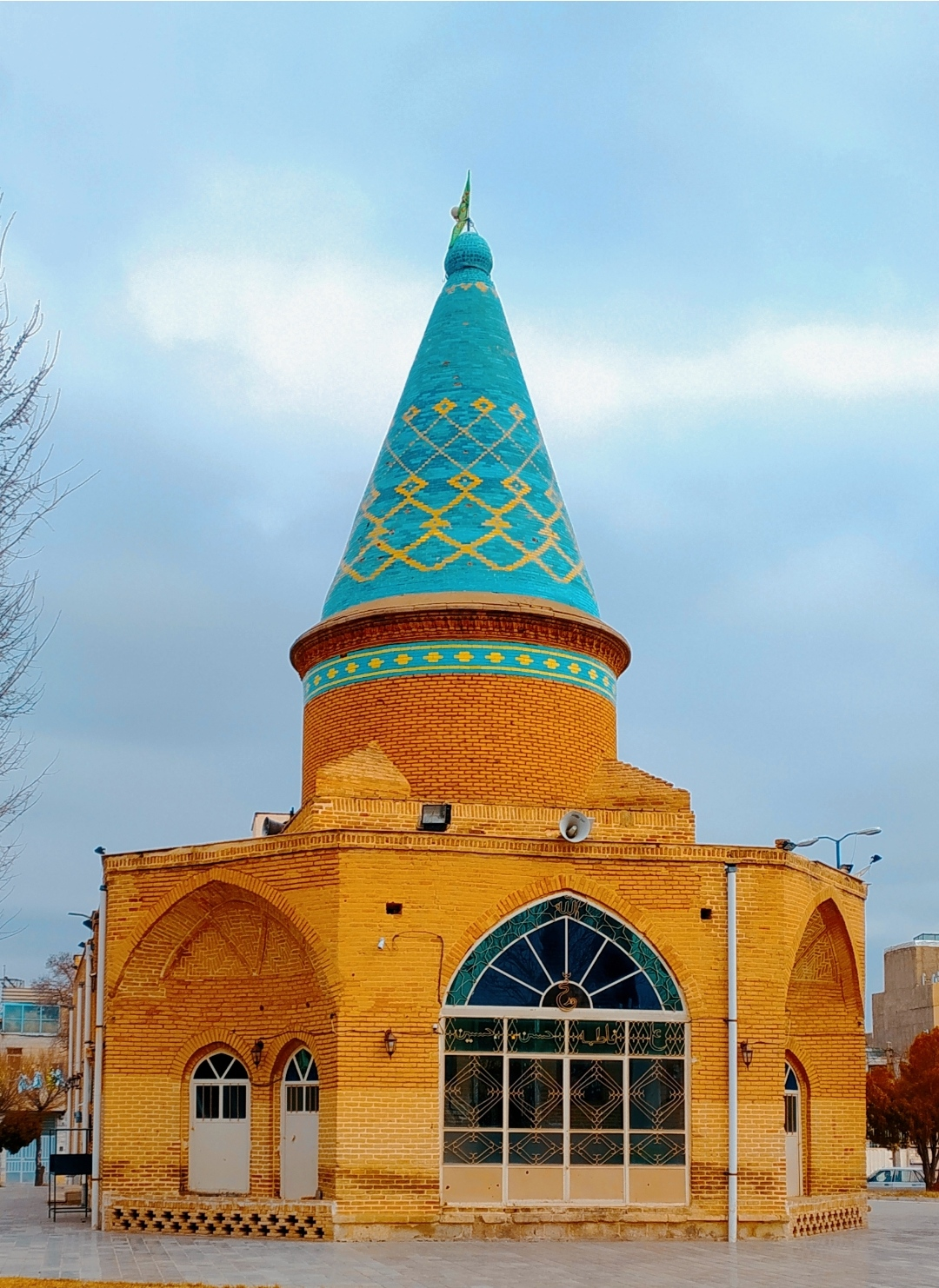